# Christoph Niemann (Illustrator)

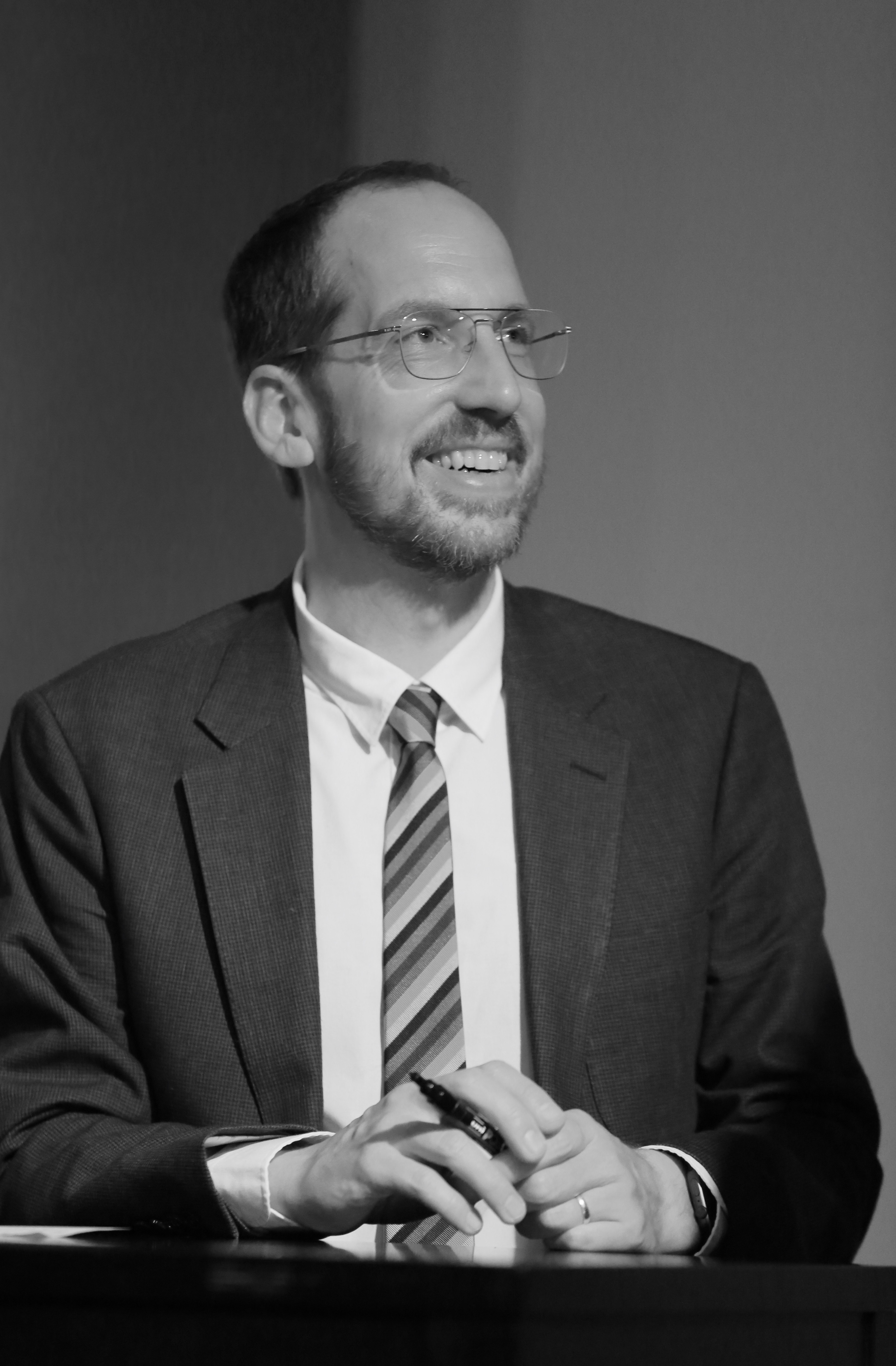
Christoph Niemann im Literaturhaus München (2018)

Christoph Niemann (* 21. Dezember 1970 in Waiblingen) ist ein deutscher Illustrator, Grafiker und (Mit-)Autor verschiedener Bücher.

## Leben
Niemann ist in Ludwigsburg aufgewachsen. Er studierte an der Staatlichen Akademie der Bildenden Künste Stuttgart bei Heinz Edelmann. Im Jahr 1997 zog Niemann nach New York City. Elf Jahre später kehrte er mit Lisa Zeitz und drei Söhnen nach Deutschland zurück und lebt seither in Berlin.
Seine Arbeiten erschienen unter anderem auf den Titelseiten von The New Yorker, Atlantic Monthly, The New York Times Magazine und American Illustration. Seit 2008 schreibt und illustriert Niemann den Blog der New York Times Abstract City, der seit 2011 vom New York Times Magazine unter dem Titel Abstract Sunday verwaltet wird.
2012 entwarf er für die Deutsche Post eine Briefmarke (MI-Nr. 2932). 2018 gestaltete er eine Bildserie für die Deutsche Oper Berlin. Er schuf 2018 das Wandmosaik Wannsee für den Fußgängertunnel im Bahnhof Berlin-Wannsee.

## Veröffentlichungen (Auswahl)
- Away. Steidl / Diogenes, Göttingen / Zürich 2024, ISBN 978-3-95829-918-4.
- Souvenir. Steidl / Diogenes, Göttingen / Zürich 2024, ISBN 978-3-95829-573-5.
- Souvenir. Diogenes, Zürich 2017, ISBN 978-3-257-02149-3.
- Sunday Sketching. Abrams, New York City 2016, ISBN 978-1-4197-2268-4.
  - Sunday Sketching. Knesebeck, München 2016, ISBN 978-3-86873-978-7.
- Illustrationen zu Erich Kästner: Es gibt nichts Gutes, außer: Man tut es. Atrium Verlag, Zürich, 2015, ISBN 978-3-85535-409-2
- Der Kartoffelkönig (Originalausgabe)[6]. Jacoby & Stuart, Berlin 2013. ISBN 978-3-941087-49-1.
- Abstract City. Abrams, New York City 2012, ISBN 978-1-4197-0207-5.
  - Abstract City. Mein Leben unterm Strich. Knesebeck, München 2012, ISBN 978-3-86873-456-0.
- That’s How. 2011, ISBN 978-0-06-201963-9.
  - So funktioniert das! Jacoby & Stuart, Berlin 2011, ISBN 978-3-941787-30-8.
- SUBWAY. Greenwillow Books, New York City, New York 2010, ISBN 978-0-06-157779-6.
- I (love) NY: eine spielerische Liebeserklärung an New York. Knesebeck, München 2010, ISBN 978-3-86873-279-5.
- Illustrationen zu T. C. Boyle Windsbraut Büchergilde Gutenberg, Frankfurt am Main / Wien / Zürich 2008, ISBN 978-3-940111-51-7.
- The Pet Dragon: A Story about Adventure, Friendship, and Chinese Characters, 2008, ISBN 978-0-06-157776-5.
  - Der kleine Drache. Jacoby & Stuart, Berlin 2008, ISBN 978-3-941087-00-2.
- The Police Cloud. Schwartz & Wade Books, New York City 2007, ISBN 978-0-375-83963-4.
- Das gute Porträt. Maro, Augsburg 1998, ISBN 3-87512-659-9.

### In Zeitschriften
- Kunststückchen, in Zeitmagazin No. 32, August 2015, Seiten 28 bis 37.
- Berlin in neuem Licht, in Zeitmagazin No. 38, 2020

## Ausstellungen
- 2015: Christoph Niemann. Unterm Strich. Museum für angewandte Kunst Wien (MAK), Wien.[7]
- 2016: Christoph Niemann. Unterm Strich. Museum für Kunst und Gewerbe, Hamburg, 20. Januar bis 10. April.
- 2017: Christoph Niemann. That's How! Cartoonmuseum Basel, Basel,  5. Mai bis 29. Oktober.
- 2017: Christoph Niemann. Modern Times. Galerie Stihl, Waiblingen, 23. September 2017 bis 7. Januar 2018.
- 2017: Christoph Niemann. Colette, Paris, 3. April bis 6. Mai[8]
- 2017/2018: Christoph Niemann. Im Auge des Betrachters. Christoph Niemann auf der Webseite Literaturhaus München, 9. November 2018 bis 3. Februar 2019.
- 2017/2018: Christoph Niemann. Galerie Max Hetzler, Berlin, 10. November 2017 bis 20. Januar 2018.[9]

## Auszeichnungen
- 2012: Sondermann-Preis für Komische Kunst[10]
- 2014: Nominierung zum Deutschen Jugendliteraturpreis in der Kategorie Sachbuch (Der Kartoffelkönig)[11]

## Filme
- 2017: Dokumentation: „Abstrakt. Design als Kunst“. Folge 1: Christoph Niemann: Illustration[12][13]